# Chrysotimus exilis
Chrysotimus exilis är en tvåvingeart som först beskrevs av Philippi 1865.  Chrysotimus exilis ingår i släktet Chrysotimus och familjen styltflugor. Inga underarter finns listade i Catalogue of Life.